# Кучук-Тархан
Кучу́к-Тарха́н (укр. Кучук-Тархан, крымскотат. Küçük Tarhan, Кучюк Тархан) — исчезнувшее село в Ленинском районе Республики Крым, располагавшееся на северо-востоке района и Керченского полуострова, примерно в 3,5 км к северо-западу от современного села Бондаренково.

## История
Впервые, как деревня Тархан-жалау, в доступных источниках селение встречается в «Описании городов отошедших по мирному 1774 года с Оттоманскою Портою трактату в Российское владение и принадлежащей к ним земли, с некоторым географическим известием инженер-подполковника Томилова»" 1774 года, затем — на военно-топографической карте генерал-майора Мухина 1817 года, на которой на месте будущего Кучук-Тархана обозначен безымянный хутор. В «Ведомости о казённых волостях Таврической губернии 1829 года», значится Тараян, отнесённый, после реформы волостного деления 1829 года, к Чурубашской волости (переименованной из Аккозской) — видимо, это первое, искажённое, как и большинство в «Ведомости…», зафиксированное название. На карте 1836 года в деревне 11 дворов, а на карте 1842 года Кучук Тархан обозначен условным знаком «малая деревня», то есть, менее 5 дворов.
В 1860-х годах, после земской реформы Александра II, деревню приписали к Сарайминской волости. Согласно «Списку населённых мест Таврической губернии по сведениям 1864 года», составленному по результатам VIII ревизии 1864 года, Кучук (Малый) Тархан — владельческий татарский хутор с 3 дворами и 15 жителями близ морскаго берега. На трёхверстовой карте Шуберта 1865—1876 года в деревне Кучук-Тархан обозначено 9 дворов. По «…Памятной книжке Таврической губернии на 1892 год» в безземельной деревне Кучук-Тархан, не входившей ни в одно сельское общество, жителей и домохозяйств не числилось.
После установления в Крыму Советской власти, по постановлению Крымревкома, 25 декабря 1920 года из Феодосийского уезда был выделен Керченский (степной) уезд, Керчь-Еникальское градоначальство упразднили, Постановлением ревкома № 206 «Об изменении административных границ» от 8 января 1921 года была упразднена волостная система и в составе Керченского уезда был создан Керченский район в который вошло село (в 1922 году уезды получили название округов). Селение, как М. (видимо, Малый) Тархан, встречается на карте Крымского статистического управления 1922 года. 11 октября 1923 года, согласно постановлению ВЦИК, в административное деление Крымской АССР были внесены изменения, в результате которых округа были отменены и основной административной единицей стал Керченский район. Согласно Списку населённых пунктов Крымской АССР по Всесоюзной переписи 17 декабря 1926 года, в селе Тархан, Катерлезского сельсовета Керченского района, числилось 6 дворов, все крестьянские, население составляло 20 человек, из них 14 украинцев, 5 русских и 1 белорус. Уже на километровой карте Генштаба Красной армии 1941 года на месте села — молочно-товарная ферма и в дальнейшем в доступных источниках не встречается.